# Edme-Louis Daubenton
 (mai 2022).
Si vous disposez d'ouvrages ou d'articles de référence ou si vous connaissez des sites web de qualité traitant du thème abordé ici, merci de compléter l'article en donnant les références utiles à sa vérifiabilité et en les liant à la section « Notes et références ».
Pour les articles homonymes, voir Daubenton.
Edme-Louis Daubenton, né le 12 août 1730 à Montbard et mort le 12 décembre 1785 à Avon (Seine-et-Marne), est un naturaliste français.

## Famille
Il épouse en 1770 Marie Thérèse Adélaïde Bouttevillain de la Ferté, fille d'Etienne Bouttevillain de la Ferté, huissier commissaire priseur au Châtelet et de Marie Hyacinthe Houlette Dumesnil. 
En 1779, il devient le beau-frère de Vicq d'Azyr, quand celui-ci épouse Louise Françoise Lenoir, issue du remariage de Marie Hyacinthe Houlette Dumesnil avec Eugène Thibault Lenoir, audiencier au Châtelet.

## Biographie
C'est Buffon qui engage le cousin de Louis Jean-Marie Daubenton, Edme-Louis, pour superviser l'édition des Planches enluminées, complément illustré à son Histoire naturelle.
Elles commencent à paraître en 1765 et compteront 1 008 planches, toutes gravées par François-Nicolas Martinet (1731-vers 1790) et peintes à la main. L'éditeur parisien Panckoucke réalise entre 1765 et 1783 une version sans texte. Plus de 80 artistes participent à la réalisation des peintures originelles.
973 planches concernent les oiseaux, les autres illustrent surtout des papillons mais aussi d'autres insectes, des coraux... Les illustrations ne sont pas très réussies mais permettent toutefois une assez bonne détermination des espèces figurées. Certaines d'entre elles sont aujourd'hui éteintes. Comme Buffon ne suivait pas le système de nomenclature mis au point par Carl von Linné, il faut attendre 1783 pour que Pieter Boddaert (1730-1796) publie une table de correspondance avec leur binôme linéen.
Par ailleurs, en 1781, Daubenton acquit une maison dans le hameau de Saint-Aubin, sur le territoire d'Avon (Seine-et-Marne). Il y décède le 12 décembre 1785, à l'âge de 55 ans et son corps est inhumé dans l'église Saint-Pierre d'Avon. Son épouse continue d'habiter la maison jusqu'à son décès en 1802 ; la maison est ensuite rachetée par Bouttevillain La Ferté qui meurt l'année suivante.